# Дарко Мацан
Дарко Мацан (хорв. Darko Macan; нар. 12 вересня 1966, Загреб) — хорватський романіст, ілюстратор, автор коміксів, письменник-фантаст, багаторазовий лауреат премії СФЕРА. Відомий за сценаріями до серіалів «Тарзан», «Зоряні війни» і «Міккі Маус».

## Життєпис
1994 року на філософському факультеті Загребського університету здобув диплом за спеціальністю «історія та археологія». Професійно пише твори з 1986 року. Коміксами почав займатися ще у початковій школі, а професійно — під час навчання у виші: у січні 1988 публікує перші сторінки ліцензійного «Тома і Джеррі». Далі серед його численних коротких коміксів: «Колумб» у газеті «Večernji list», «Соломон» — у сараєвській газеті «Nedjelja», «Walter Egg», «Я люблю ТБ»,  «Пірати» у різних інших тодішніх югославських виданнях, а з 1992 року — «Чорниця» у хорватському дитячому журналі для учнів молодших класів «Синя ластівка» (хорв. Modra lasta). 
Одночасно з рисуванням починає писати комічні сценарії для вітчизняних та іноземних видавців. Серед останніх виділяються номінований на премію Ейснера «Грендель Тейлз» (з малюнками хорвата Едвіна Б'юковича) та сценарій у рамках серіалу «Тарзан» (з ілюстраціями ще одного хорватського графіка Ігора Кордея), «Star Wars» «Hellblazer», «Sandman Presents», «Captain America», «Soldier X», «Дональд Дак» i «Міккі Маус». Зі сценаріїв для внутрішнього хорватського ринку варто відзначити «Svebor i Plamena», «Саша», «Комар», «Містер Кіт» та «Dick Long» (останній — у Плейбої). 1995 року здобув дві нагороди «Салону коміксів» у Вінковцях за сценарій, а 2001 був ще раз номінований на Ейснера за оповідання «A Prayer to the Sun» («Молитва до Сонця»). Паралельно з прозовою творчістю Мацан видав десь із сорок оповідань (здебільшого в жанрі наукової фантастики), за які чотири рази нагороджувався премією СФЕРА. Із землячкою Татьяною Ямбришак упорядкував сім збірок хорватської наукової фантастики. Пише романи для дітей, перший із яких — «Книги брешуть!» отримав національну премію ім. Григора Вітеза як найкраща книжка для дітей, а 2008 року здобув премію СФЕРА за роман «Dlakovuk». Редактор журналу коміксів «Q strip».

## Доробок

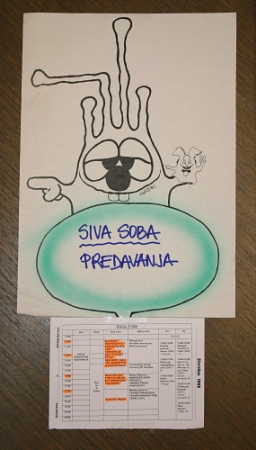
Bočko

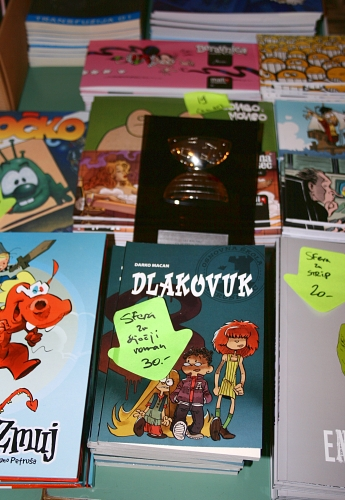
«Dlakovuk» i премія СФЕРА

(список неповний)

### Комікси

#### Сценарист і графік
- Bočko (зшиток; самвидав, 1992)
- Čubi i Ćebe (міні; самвидав, 1997)
- Borovnica (альбом; Školska knjiga, 1998)
- Spiro Spermij (міні; самвидав, 1999)
- Borovnica 2: Borovnica protiv Paje Pauka (Mentor, 2005)
- Kolumbo (збірник; Mentor, 2007.)
- Pirati: Cio svijet na internet! (збірник; Mentor, 2007)
- Borovnica 3: Borovnica predvodi čopor (Mentor, 2008)

#### Сценарист
- Citati (альбом з Едвіном Б'юковичем; Stripagent, 1993, 2000)
- Strossmayer (альбом з Радованом Девличем і Душаном Гачичем; Glas koncila, 1993)
- Grendel Tales: Devils and Deaths (альбом з Едвіном Б'юковичем; Dark Horse, 1996)
- X-Wing: The Phantom Affair (альбом з Майком Стекпоулом i Едвіном Б'юковичем; Dark Horse, 1997)
- Tarzan: Carson of Venus (альбом з Ігорем Кордеєм; Dark Horse, 1999)
- Star Wars: Vader's Quest (альбом з Дейвом Гібонсом; Dark Horse, 2000)
- Star Wars: Chewbacca (альбом з десятком художників; Dark Horse, 2001)
- Komarac: Prop'o plan (альбом; Profil, 2001.)
- Star Wars: Jedi vs Sith (альбом; Dark Horse, 2002.)
- La Bete Noire 1-5 (зшитки; Drugi pogled, 2001/2.)
- Mister Mačak (альбом; Bookglobe, 2002.)
- Cable: The End (альбом; Marvel, 2003.)
- Svebor i Plamena 1 i 2 (Fibra, 2007.)
- Mali Guj i njegov Zmuj (Mentor, 2008.)
- Hrvatski velikani (Astoria, 2007.-2008.)

### Проза
- Knjige lažu! (роман; Znanje, 1997.)
- Ona koju vole bogovi (роман з Татьяною Ямбришак, Гораном Конвичним і Даміром Старешиничем, у збірнику «Загреб 2014»; SFERA, 1998.)
- Koža boje masline (наук.-фант. повість, у збірнику «Дві тисячі барвистих інопланетян»; SFERA, 2000.)
- Pavo protiv Pave (роман, Mozaik knjiga, 2002.; премія ім. Григора Вітеза)
- Teksas Kid (i još neka moja braća) (оповідання; Biblioteka Sfera, Mentor, 2003.)
- Žuta minuta (рок-н-рольна казка; Autorska kuća, Zagreb, 2005.; премія ім. Григора Вітеза)
- Stripocentrik (Kvintalove tjedne kartice) (есеїстика; Mentor, 2005.)
- Dlakovuk (роман для дітей; Knjiga u centru, 2007.)
- Macan čita - Obdukcija SF žanra u Hrvata (критика; Mentor, 2007.)
- Hrvatski strip 1945.-54. (Mentor, 2007.)
- Jadnorog (роман для дітей; Knjiga u centru, 2008.)
- 42 / Čitaj i daj dalje, збірка оповідань (Mentor, 2009.), премія «Artefakt»
- Pampiri (роман для дітей; Knjiga u centru, 2009.)
- Djed Mrz (роман для дітей; Knjiga u centru, 2011.)
- Trnorčica (роман для дітей; Knjiga u centru, 2011.)

#### Книжки пронаукову фантастику
- Macan čita! (жанр наукової фантастики у хорватському розрізі) (Mentor, 2007.)

### Редактор видань
- Q strip
- Duboko i slano
- Biblioteka Sfera
- Biblioteka Q
- Stripovi za djecu XXI. stoljeća
- Fantastične priče za djecu XII. stoljeća
- Hrvatski velikani